# گوگی
گوگی، روستایی از توابع بخش سیدان شهرستان مرودشت در استان فارس ایران است.

## جمعیت
این روستا در دهستان خفرک علیا قرار دارد و براساس سرشماری مرکز آمار ایران در سال ۱۳۸۵، جمعیت آن ۱۵۳ نفر (۳۸خانوار) بوده‌است.